# Tetyjów
Tetyjów (ukr. Тетіїв, Tetijiw) – miasto na Ukrainie w obwodzie kijowskim w rejonie białocerkiewskim.
Prywatne miasto szlacheckie położone było w 1789 roku w województwie bracławskim.

## Historia
Od XIV wieku Tetyjów znajdował się w granicach Wielkiego Księstwa Litewskiego. Po unii lubelskiej w 1569 roku został przyłączony do Korony. Jako posiadłość księcia Janusza Ostrogskiego otrzymał prawa miejskie na początku XVII wieku z rąk Zygmunta III Wazy. Od 1620 roku należał do książąt Zasławskich, po czym jeszcze kilkukrotnie zmieniał właścicieli.

Dla zgaszenia nieustających rebelij, panowie polscy osiadali w Ukrainie, opiekowali się ludem, nie dopuszczali ucisku włościan, budowali domy, zakładali miasteczka. Tomasz Ostrowski, podskarbi W. koronny, mąż w Polsce szanowany, ojczyznę kochający, nabył prawa u Leduchowskich wojewodziców Czernichowskich, braci swej żony; został dziedzicem Tetyjowa. Dom wymurował, często tu przemieszkiwał. Grunta pomierzył. Padura komornik, plany i pomiary całej Tetijowszczyzny pokończył. Zaprowadził lepsze gospodarstwo, rząd stały i gorliwą dla włościan opiekę. Puszcza Olbaczowska, czyli Łobacziwska z wielkimi lasami była głównym bogactwem i ozdobą majątku. Dobrze była administrowaną i strzeżoną. (...)

Polski szlachcic Dominik Zawrocki był zarządcą dóbr tetyjowskich. Swoje wspomnienia z czasów koliszczyzny zatytułował „Opisanie awantury, rzezaniny przez Haydamaków y domowników [czyli lud zamieszkały polską Ukrainę], [rzezanin] Polaków i Żydów wyniszczaiących w woiewództwach kiiowskim y bracławskim w roku 1768”.
W 1793 roku, w wyniku II rozbioru Polski, Tetyjów przyłączono do Imperium Rosyjskiego, gdzie był siedzibą gminy Tetyjów w powiecie taraszczańskim, w guberni kijowskiej.
W marcu 1920 roku białogwardziści dokonali krwawej masakry żydowskich mieszkańców miasta. Zabito 4–5 tysięcy z 7 tysięcy tetyjowskich Żydów, rujnując zamieszkiwaną przez nich część miasta.
W 1958 r. zbudowano cegielnię. 
Prawa miejskie posiada od 1968.

## Demografia
W 1959 liczyło 7523 mieszkańców.
W 1989 liczyło 14 605 mieszkańców.
W 2013 liczyło 13 329 mieszkańców.
W 2018 liczyło 13 190 mieszkańców.

## Zabytki i obiekty historyczne
- ślady wałów obwodowych po zamku[11]
- parterowy dwór wybudowany w stylu klasycystycznym przez Tomasza Adama Ostrowskiego (1735–1817)[12]
- kaplica Świeykowskich z XIX wieku
- ruiny młyna wodnego z XIX wieku

## Urodzeni w Tetyjowie
- Józef Lipiński – pedagog, krytyk teatralny, powieściopisarz i poeta

## Miasta partnerskie

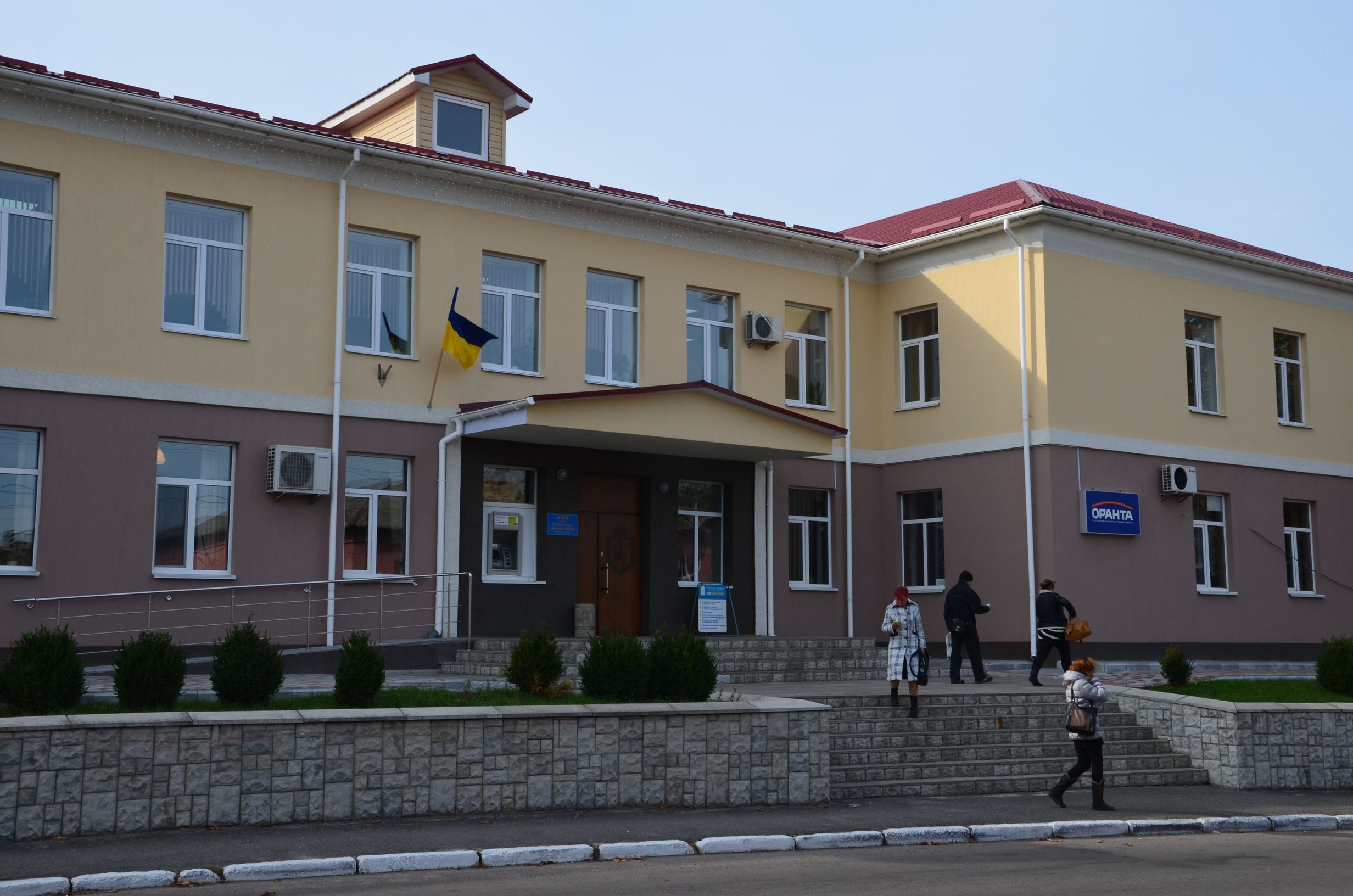
Rada miejska

- Żory (Polska)